# استرپتوکوک ویریدانس
استرپتوکوک‌های ویریدانس، نوعی طبقه بندی غیر لینه‌ای شامل گروه بزرگی از استرپتوکوک‌های آلفا همولیتیک همزیست ساکن دهان است که موجب سبز شدن آگار خوندار می‌شوند (ویریدانس از لغت vĭrĭdis در لاتین به معنای سبز گرفته شده‌است). برخی از سویه‌ها نیز ممکن است غیر همولیتیک باشند. استرپتوکوک‌های ویریدانس فاقد آنتی ژن‌های گروه لانسفیلد می‌باشند. آن‌ها قدرت بیماریزایی اندکی دارند.

## تشخیص آزمایشگاهی
استرپتوکوک‌های ویریدانس را می‌توان با استفاده از چند تست بیوشیمیایی از استرپتوکوک پنومونیه متمایز ساخت:
- حل شدن در صفرا(oxgall): استرپتوکوک‌های ویریدانس در صفرا حل نمی‌شوند درحالیکه استرپتوکوک پنومونیه در صفرا حل می‌شود.
- تخمیر اینولین: استرپتوکوک‌های ویریدانس نمی‌توانند اینولین را تخمیر کنند اما بیشتر سویه‌های پنوموکوک، اینولین را تخمیر می‌کنند.
- حساسیت به اپتوچین: استرپتوکوک‌های ویریدانس به اپتوچین حساس نیستند اما پنوموکوک حساس است.
- بیماریزایی در موش: سویه‌های کپسول‌دار پنوموکوک پس از تزریق به موش در آن ایجاد بیماری می‌کنند اما استرپتوکوک‌های ویریدانس غیر بیماریزا هستند.
- تست کوئلانگ (Quellung test): تست تورم کپسول که برای استرپتوکوک پنومونیه اختصاصی است اما در مورد استرپتوکوک‌های ویریدانس منفی است.[۳]

## طبقه‌بندی مولکولی
بر اساس مطالعات توالی‌یابی 16S rRNA، این گروه شامل ۵ کمپلکس اصلی است:
۱. کمپلکس S. mitis (شامل S. oralis, S. infantis) 
۲. کمپلکس S. anginosus (استرپتوکوک‌های گروه میلری)  
۳. کمپلکس S. mutans (عامل اصلی پوسیدگی دندان)  
۴. کمپلکس S. salivarius (ساکن زبان و حلق)  
۵. کمپلکس S. bovis (ارتباط با سرطان کولورکتال)

## اپیدمیولوژی
- شیوع در جمعیت: ۱۰۰% افراد سالم ناقل فلور دهانی ویریدانس هستند
- تراکم در پلاک دندانی: ۱۰⁶–۱۰⁷ CFU/mg
- نرخ مقاومت به پنیسیلین: ۱۵-۴۰% در گونه‌های S. mitis[۵]

## بیماریزایی
این ارگانیسم‌ها به فراوانی در دهان یافت می‌شوند. به عنوان مثال استرپتوکوک موتانس موجب پوسیدگی دندان‌ها می‌شود. سایر گونه‌ها ممکن است در عفونت‌های دهان و لثه نقش داشته باشند. اگر آن‌ها وارد جریان خون شوند (بطور مثال پس از کشیدن دندان‌ها) ممکن است موجب اندوکاردیت شده و به دریچه‌های قلبی صدمه بزنند. استرپتوکوک‌های ویریدانس به عنوان مهمترین عامل اندوکاردیت تحت حاد مطرح می‌باشند.
استرپتوکوک‌های ویریدانس ویژگی منحصربه‌فردی در سنتز دکستران‌ها از گلوکز دارند که موجب اتصال باکتری به تجمعات فیبرین- پلاکت در دریچه‌های قلبی صدمه (به ویژه در افراد مبتلا به نقص مادرزادی قلب) دیده می‌شود.

## مدیریت درمانی
بر اساس دستورالعمل IDSA 2023:  
این پروتکل کلی و نظر پزشک صائب است.

### اندوکاردیت
پنی‌سیلین G و جنتامایسین 
-در موارد مقاوم: ونکومایسین و سفتریاکسون  

### پروفیلاکسی دندانپزشکی
آموکسی سیلین قبل از عمل برای بیماران پرخطر  
-در حساسیت به پنیسیلین: کلیندامایسین

## پیشگیری
- معاینات ۶ ماهه دندانپزشکی
- استفاده از دهانشویه‌های کلرهگزیدین ۰.۲%
- واکسیناسیون تجربی با آنتی‌ژن دکستران در فاز کارآزمایی بالینی III[۷]